# Стеблинская, Евгения Витальевна
Евгения Витальевна Стеблинская (15 ноября 1995, село Павловка, Красноярский край) — российская регбистка, нападающая команды «Енисей-СТМ» и сборных России по регби, чемпионка Европы по регби-7 2017 года. Мастер спорта России.

## Биография
Обладательница второго взрослого разряда по футболу и третьего взрослого разряда по лёгкой атлетике, занималась лыжами и баскетболом. В клубе «Енисей-СТМ» с июля 2014 года, куда пришла по предложению Л.Т.Сабинина. Серебряный призёр чемпионатов России 2015 и 2016 годов, финалист Кубка России 2015 года.
Трижды была на учебно-тренировочных сборах в составе сборной России по регби-7 к 2017 году, но не попадала долгое время в окончательный состав на Мировую серию по регби-7. В 2017 году в составе российской сборной выиграла чемпионат Европы по регби-7. Бронзовый призёр чемпионата Европы 2016 года по регби-15 (отметилась попыткой в матче против Нидерландов). Мастер спорта России (1 ноября 2016).
В 2019 году заявлена на полуфинал чемпионата Европы по регби-15 против Испании, который россиянки проиграли, но стала бронзовым призёром турнира. В том же году стала бронзовым призёром летней Универсиады 2019 года по регби-7 в Неаполе (представляла Московскую международную академию).